# Rio delle Amazzoni
Il Rio delle Amazzoni (in portoghese Rio Amazonas; in spagnolo Río Amazonas) è un fiume dell'America meridionale, che nasce nel Nevado Mismi a 5.600 metri sul livello del mare nel dipartimento di Arequipa, in Perù, attraversa il Perù, la Colombia e il Brasile e sfocia, con un gigantesco estuario largo più di 200 km, nell'oceano Atlantico dopo aver attraversato da ovest a est una vasta area geografica definita bacino dell'Amazzonia, comprendente la foresta amazzonica.
Si contende il primato di fiume più lungo del mondo con il Nilo ed è il primo fiume del mondo per portata d’acqua. Il suo numero di Strahler è 12.

## Etimologia
L'origine del nome non è chiara. In parte il nome si riconduce al fatto che gli scopritori, alla guida di Francisco de Orellana avrebbero visto donne guerriere indigene e che avrebbero perciò chiamato il fiume su ispirazione delle amazzoni. Altri sostengono che uno dei popoli indigeni avesse un nome simile e che in caratteri latini sarebbe stato traslitterato con Amazonas. Di nuovo, altri vedono nel sostantivo Amassunú, con cui si pensa che i Tupi abbiano caratterizzato il fiume, l'origine del nome attuale.
Altre possibilità sarebbero le parole indiane amazonassa, amacunu per "rumore dell'acqua", come lo chiamavano gli indiani del corso superiore o Amassonas per "disturbatore delle navi", come gli indiani lo chiamavano all'altezza del Rio Negro. Al contrario il fiume ha dato il nome al bacino amazzonico, ma anche a diverse province in Perù, Brasile, Venezuela e Colombia.
In italiano si usa chiamarlo Rio (cioè fiume) delle Amàzzoni; non essendo chiaro se le famose amàzzoni siano all'origine del nome, alcuni suggeriscono che la pronuncia corretta debba ricalcare "Amazònas", e quindi essere "Amazzòni".

## Storia
La foce del Rio delle Amazzoni venne scoperta tra il 1499 e il 1500: l'esploratore fiorentino Amerigo Vespucci e il marinaio Vicente Yáñez Pinzón vi giunsero quasi contemporaneamente con le loro navi e Vespucci è solito esserne considerato lo scopritore.
Francisco de Orellana fu il primo europeo a navigare il fiume tra il 1541 e il 1542 dalla fonte del Napo in Ecuador fino alla foce nell'Atlantico, partecipando alla spedizione di Gonzalo Pizarro, ma in realtà alla ricerca della leggendaria El Dorado: per questo motivo per lungo tempo il Rio delle Amazzoni fu chiamato Rio Orellana.
Il 12 febbraio 1542 Orellana e Pizarro scoprirono la sorgente del Marañón, il ramo sorgivo più breve; dall'ottobre del 1637 fino all'agosto del 1638 Pedro de Teixeira ripercorse il Rio delle Amazzoni verso monte fino alla fonte del Napo.
Solo nel 1971 la fonte dell'Ucayali venne scoperta dallo statunitense Loren McIntrye e nel 2001 venne stabilita la fonte dell'Apurímac come fonte del Rio delle Amazzoni dalla National Geographic Society, al punto che i dati della lunghezza allora in vigore per il Rio delle Amazzoni dovettero essere riveduti.
La più antica citazione del toponimo "Rio de Amaxones" è datata 1548, riportata in un atlante del cartografo genovese Vesconte Maggiolo. Padre Samuel Fritz, un missionario gesuita tedesco, fu il primo a cartografare il fiume nel 1707.

## Descrizione

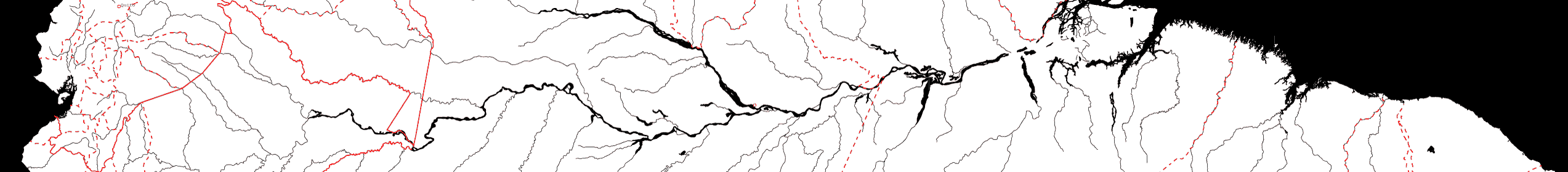
Visione d'insieme del corso principale del Rio delle Amazzoni che attraversa, da ovest ad est, quasi tutto il continente sudamericano.

### Caratteristiche
Considerando la sorgente più lontana dal mare, l'Apurimac, è il corso d'acqua più lungo del mondo, 6.992 chilometri nonché il maggiore per portata idrica, numero di affluenti e bacino idrografico (7.050.000 km.²); in esso sfociano infatti circa 10.000 fiumi, di cui 18 con lunghezza superiore a 1.000 km. Nel 1499 l'esploratore fiorentino Amerigo Vespucci fu il primo europeo a navigare sul fiume. Successivamente, nel 1500, Vicente Yáñez Pinzón battezzò tale corso d'acqua Rio Santa María de la Mar Dulce, più tardi abbreviato in Mar Dulce.
Per rendere l'idea della larghezza del fiume basti considerare che da Manaus (circa 1.400 km. nell'entroterra) fino alla foce il Rio non è sovrappassato da alcun ponte, il transito da una sponda all'altra è possibile solo attraverso imbarcazioni; inoltre non esisteva alcuna struttura di sovrappasso dell'intero sistema idrico del Rio delle Amazzoni fino al 2010, anno di inaugurazione del Ponte Rio Negro o Ponte Manaus Iranduba, che collega le due citate città che sorgono alla confluenza del Rio Negro con le Amazzoni. Alto 150 metri e lungo 3.500, il ponte permette la navigazione fluviale; già dal XIX secolo il sistema era navigabile fino in Perù e, più generalmente, è praticabile da imbarcazioni di medio cabotaggio nei tratti in pianura, mentre le navi oceaniche navigano il fiume fino a Manaus.
Inizialmente viene denominato Apurimac e più a valle viene chiamato Ene. Quindi assume la denominazione di Rio Tambo. Quando il Tambo si unisce al Rio Urubamba, il fiume viene chiamato Ucayali.
Alla confluenza di quest'ultimo con il Marañón il fiume assume la denominazione di Rio delle Amazzoni. Dalla frontiera Colombia-Brasile il fiume viene chiamato dai brasiliani "Solimões" (per il tratto fino alla confluenza con il Rio Negro). Oltre questo punto il fiume viene chiamato anche dai brasiliani "Rio Amazonas".
Il corso del Rio delle Amazzoni in Brasile muta, a seconda delle stagioni, in base alla quantità variabile delle precipitazioni nel corso superiore del fiume. Nei periodi di maggiori quantità di acqua esso può tracimare nelle foreste confinanti fino a 100 km di distanza. L'allagamento delle foreste colpite crea la várzea, un ecosistema unico al mondo. Nell'area della foce del Rio delle Amazzoni si trova l'isola fluviomarina di Marajó. Se si include quest'isola di grandi dimensioni (49.000 km²) insieme ai fiumi che sfociano a sud di questa (in particolare il Tocantins) la foce del Rio delle Amazzoni ha un'ampiezza di circa 340 chilometri.

### Origine, corso e foce

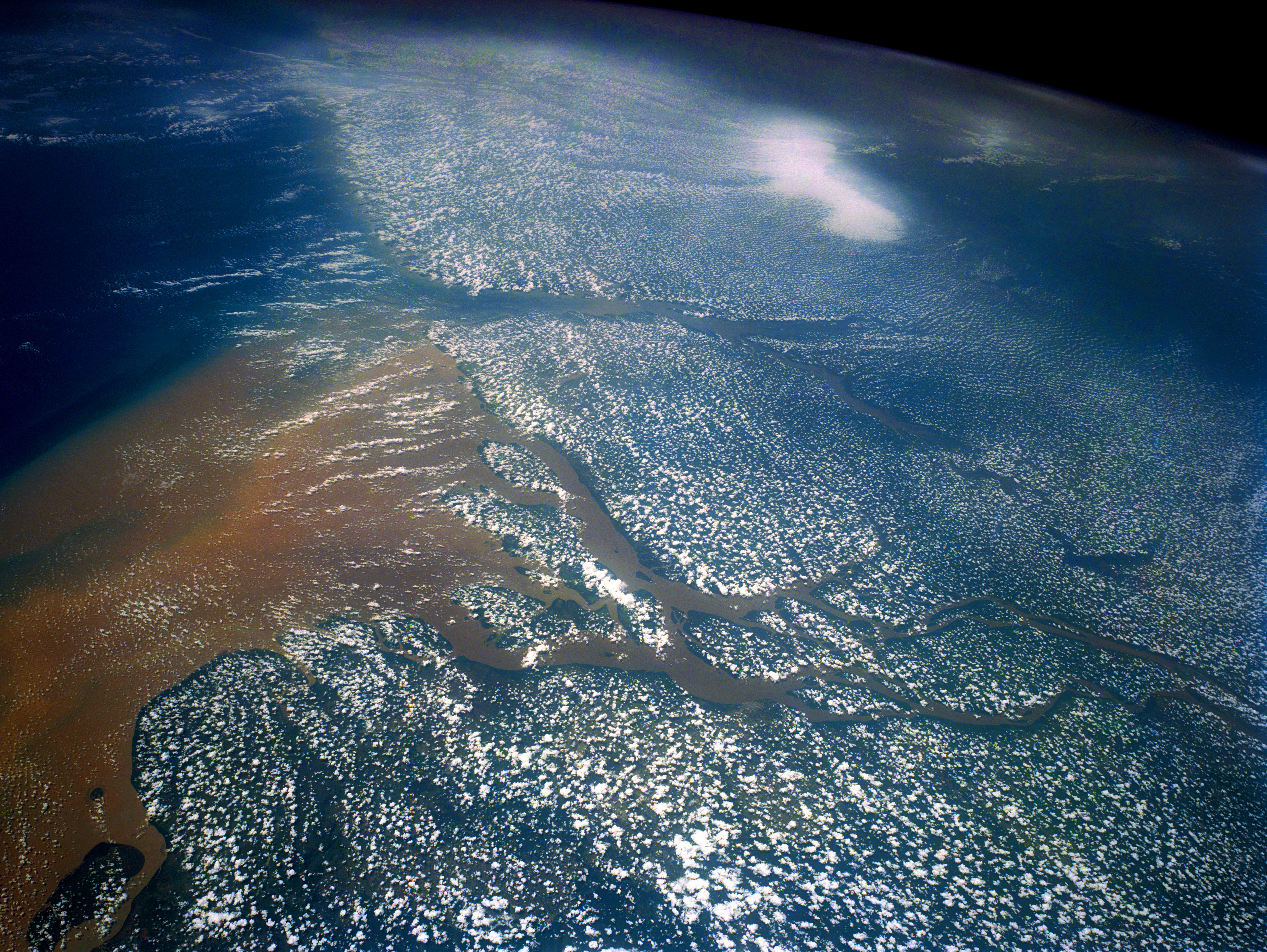
Immagine satellitare della foce del Rio delle Amazzoni.

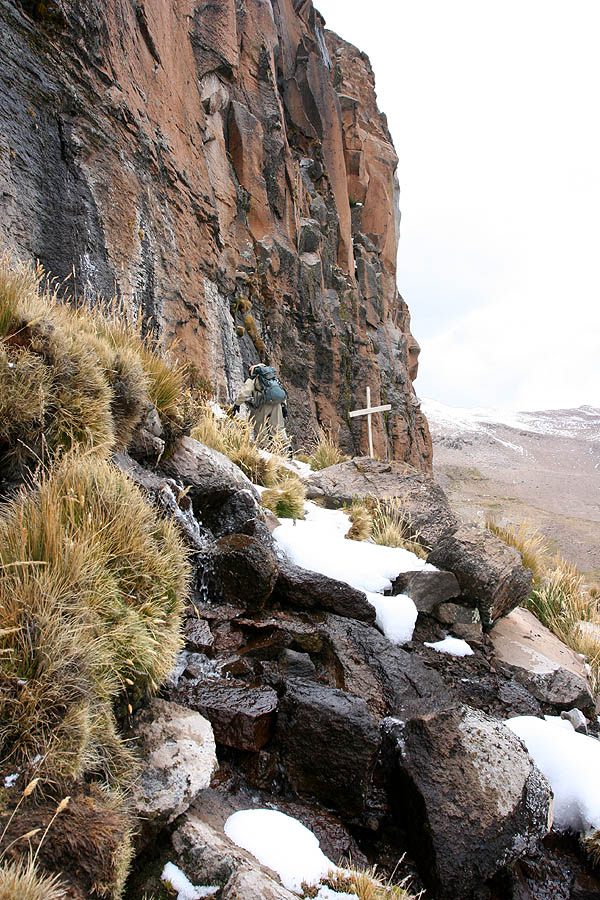
Il Rio delle Amazzoni nasce da una parete rocciosa sul Nevado Mismi. a 5.179 m s.l.m., e la sorgente è contrassegnata da una croce sul terreno.

Il Rio delle Amazzoni nasce nelle Ande peruviane. I suoi rami si chiamano Marañón, Huallaga e Ucayali. Quello più settentrionale e più ricco di acque è il Marañón, lungo 1.600 km, che scaturisce da tre pantani a monte del Lago Lauricocha e che è da sempre considerato il ramo d'origine tradizionale del Rio delle Amazzoni. La fonte fu constatata nel 1909 da Wilhelm Sievers.
L'Ucayali, con i suoi affluenti, è più lungo del Marañón, mentre il ramo più lungo del Rio delle Amazzoni è al momento il Río Apurímac o uno dei suoi affluenti. La fonte del Rio delle Amazzoni, documentata nel 2001, si trova nella parete settentrionale del Nevado Mismi tra Cusco e Arequipa, circa 160 km ad ovest del Lago Titicaca. Il ramo prende per 19 km il nome di Lloquera e quindi per altri 46 km di Callamayo e Hornillos, prima di unirsi al Río Apurímac. Dopo una lunghezza totale di 730,7 km prosegue nel Río Ene (180,6 km), nel Tambo (158,5 km) e infine per altri 1.600,1 km nel basso corso del Río Ucayali, fino ad unirsi dopo una lunghezza totale di circa 2.670 km a sud-ovest di Iquitos in Perù con il Marañón.
Nei suoi 3.106 km in territorio brasiliano nel Rio delle Amazzoni confluiscono ben 220 affluenti, dei quali circa 100 sono navigabili. Possiede alcuni affluenti maggiori come il Tigre, che sgorga presso Yerupajá.
Oltre il confine tra Perù e Brasile il Rio delle Amazzoni prende il nome di Rio Solimões. Alla confluenza del Rio Solimões con il Rio Negro presso Manaus il fiume assume infine il nome di Rio delle Amazzoni. Qui si trova anche il suo punto massimo di profondità (100 m). L'area settentrionale della foce forma un estuario con un delta sottomarino in formazione. Il Rio delle Amazzoni nei pressi di Manaus è lontano ancora circa 280 km dall'equatore. Alla foce il Rio delle Amazzoni riversa nell'Atlantico una quantità d'acqua di circa 190.000 metri cubi d'acqua al secondo, quindi circa seimila miliardi di metri cubi d'acqua all'anno, che corrisponde ad una quantità ventitré volte superiore a quella del Volga, il fiume europeo più ricco d'acqua e più in generale superiore alla somma della portata degli altri sette fiumi maggiori al mondo
Nel bassopiano amazzonico, a causa della pendenza limitata (3,8 cm ogni chilometro) i fiumi sono collegati tra loro da canali naturali. Le acque a sud di Marajó (Tocantins, Guamã e altri) formano il Rio Pará, che sgorga attraverso la Bahia de Guajará (circa 20 km in larghezza) nell'Atlantico meridionale. Il tratto più breve della lingua di terra tra Marajó e il continente è in prossimità della città di Breves, anche se è navigabile con navi oceaniche.

### Affluenti
| Affluenti di sinistra | Affluenti di destra |
| --------------------- | ------------------- |
| Marañón (fiume)       | Javarí              |
| Rio Napo              | Juruà               |
| Rio Negro             | Rio Purus           |
| Rio Branco            | Madeira             |
| Rio Paru              | Rio Tapajós         |
| Trombetas             | Xingu               |

Il Rio delle Amazzoni ha una colorazione marroncina causata dai sedimenti trasportati in modo particolare dalle Ande verso i rami adiacenti. Il 90 % dei sedimenti trasportati dal Rio delle Amazzoni vengono trasportati attraverso il Madeira, l'Ucayali e il Marañon. Tuttavia alcuni affluenti provengono da territori cristallini con bassa quantità di sedimenti (p.e. il Rio Tapajós, il Rio Negro e il Rio Xingu).
Alle confluenze di fiumi dalle colorazioni differenti i diversi colori delle masse d'acqua si distinguono in parte a chilometri di distanza. Ogni anno nella città di Óbidos, a circa 800 km dalla foce, vengono trasportati dal fiume circa 1,2 miliardi di tonnellate di sedimenti. Di questi circa il 75 % raggiunge l'Atlantico, mentre il rimanente 25 % viene sedimentato negli 800 chilometri del basso corso del fiume.
La città più grande sul Rio delle Amazzoni è Iquitos, vicino alla confluenza dei due rami sorgivi. Le città di Manaus (sul Rio Negro) e di Belém (nella Bahia de Guajará) non si trovano secondo un'opinione diffusa sul Rio delle Amazzoni. Altre città sono Macapá e Santarém. Pucallpa si trova lungo il ramo sorgivo dell'Ucayali.

### Pororoca
Un fenomeno naturale singolare avviene alcune volte all'anno nei periodi di luna nuova e di luna piena tra febbraio e marzo.
Un'onda alta fino a quattro metri si trascina con la corrente proveniente dall'Atlantico lungo alcuni affluenti del Rio delle Amazzoni per parecchi chilometri a monte. In base alla definizione poroc-poroc, che in tupi significa qualcosa come "grande rumore distruttivo", viene chiamato Pororoca.
A causare questo fenomeno è l'unione degli alti livelli dell'acqua del Rio delle Amazzoni in questa stagione e l'inondazione nei periodi di luna piena o luna nuova. Temuta dagli abitanti per la sua forza distruttiva, la Pororoca è nota in tutto il mondo. Il surfista brasiliano Picuruta Salazar è riuscito a stare per circa 37 minuti in una lunghezza complessiva di dodici chilometri sull'onda.

### Il Rio delle Amazzoni primordiale
Secondo una teoria scientifica tuttavia non ancora sicura, circa 130 milioni di anni fa la fonte del Rio delle Amazzoni si trovava nel massiccio dell'Ennedi nel nord-est del Ciad, come dimostra la presenza di numerose falde acquifere ad alcune centinaia di metri di profondità, che allora apparteneva al supercontinente della Gondwana, nel quale erano riunite l'attuale India, l'Africa, l'America Meridionale, l'Australia e l'Antartide. Il Rio delle Amazzoni primordiale scorreva in direzione inversa da est a ovest e sfociava nel Pacifico, formando diversi laghi interni, dei quali l'unico rimasto ai giorni nostri sarebbe il Lago Ciad. Con una lunghezza totale di circa 14.000 km, il Rio delle Amazzoni primordiale sarebbe stato il più lungo fiume che mai vi sia stato sulla terra.
In seguito alla frattura della Gondwana, la piattaforma continentale sudamericana si spostò verso ovest. Poiché il bacino amazzonico venne separato dalla fonte della sorgente del Rio delle Amazzoni primordiale, i terreni orientali della valle del fiume si inaridirono. Gli alvei occidentali, invece, continuarono tuttavia ad essere alimentati dagli antichi affluenti.
In seguito allo scontro dell'America meridionale con la piattaforma pacifica, lungo la costa occidentale del continente, si formarono le Ande che bloccarono il corso dell'acqua. Si formò così un gigantesco bacino d'acqua dolce nel cuore del continente. Da 50 milioni di anni a questa parte, in seguito al veloce innalzamento delle Ande ad ovest, l'acqua nella regione si convogliò sempre più verso est, scegliendo come alveo naturale quello del Rio delle Amazzoni primordiale. Questo spiega anche l'anomalia dell'alveo del Rio delle Amazzoni, che si restringe man mano che ci si avvicina alla foce, quando per tutti gli altri fiumi avviene il contrario. Allo stesso tempo si spiega anche perché nell'alto corso del Rio delle Amazzoni, a migliaia di chilometri di distanza dal mare, si trovino animali quali razze d'acqua dolce, gamberi, sogliole, sirenidi e delfini, altrimenti assenti nel suo basso corso. Questi animali finirono nel Rio delle Amazzoni quando questo ancora sfociava nel Pacifico, furono tagliati fuori dall'Oceano e si adattarono all'ambiente d'acqua dolce.

## Ambiente

### Fauna

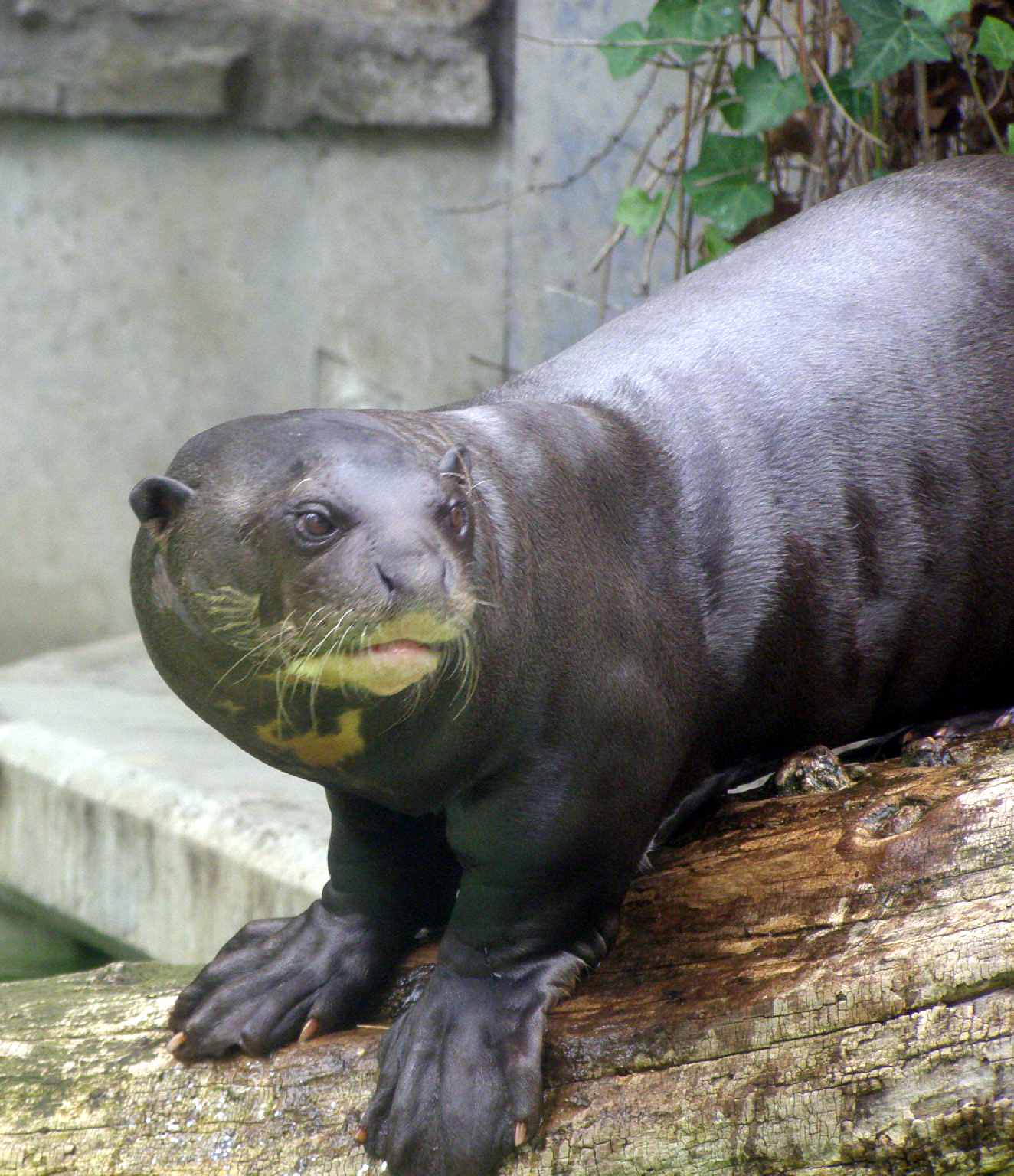
Lontra gigante (Pteronura brasiliensis)

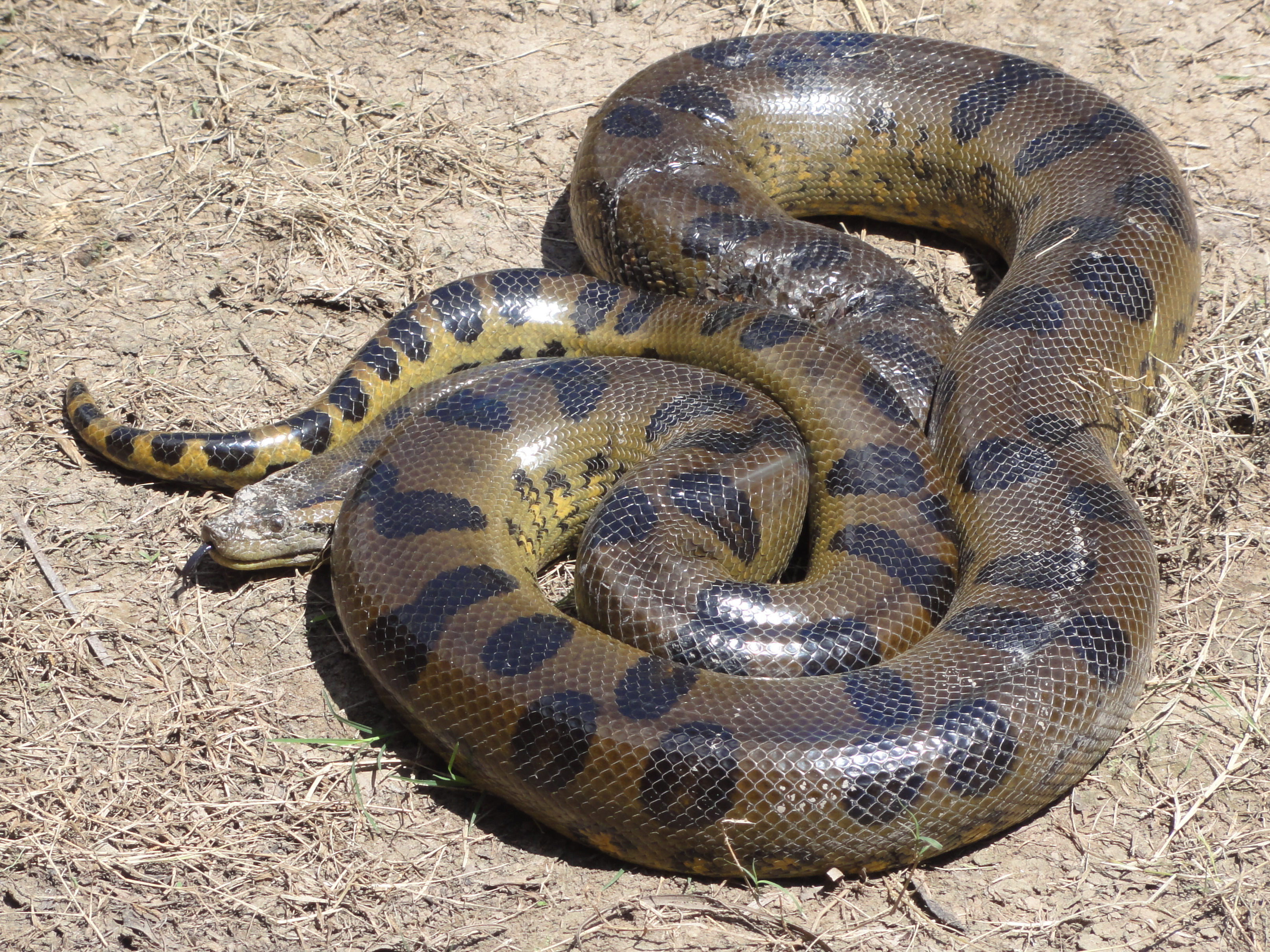
Anaconda (Eunectes murinus)

Nel bacino amazzonico si può osservare la fauna ittica di acque dolci più diversificata del mondo, con più di 1 000 specie conosciute (tra le 1 000 e le 1 200 a seconda delle stime), e quasi tutti i maggiori gruppi rappresentati: tale ricchissima fauna ittica offre così grosse possibilità a predatori come la lontra gigante (Pteronura brasiliensis). Vi si possono trovare uno squalo capace di vivere fino ad alcuni anni in acque dolci (genere Carcharhinus), osservato anche a 4 000 km dalla foce, e alcuni trigoni d'acqua dolce (famiglia Potamotrygonidae). Oppure, tra i pesci ossei, i famosi piccoli pesci accetta (famiglia Gasteropelecidae), o i Cynodontidae, entrambi rassomiglianti a certi pesci marini di profondità. Caratteristici e famosi i piranha: in realtà la fama di terribili predatori che evoca questo nome è dovuta interamente a poche specie della famiglia Characidae appartenenti al genere Pygocentrus, tra i pochissimi pesci ossei predatori di gruppo, Pygocentrus nattereri e Pygocentrus piraya. Altre specie di piranha, cioè della stessa famiglia, sono invece parassite di altri pesci, o addirittura «miti» vegetariani.

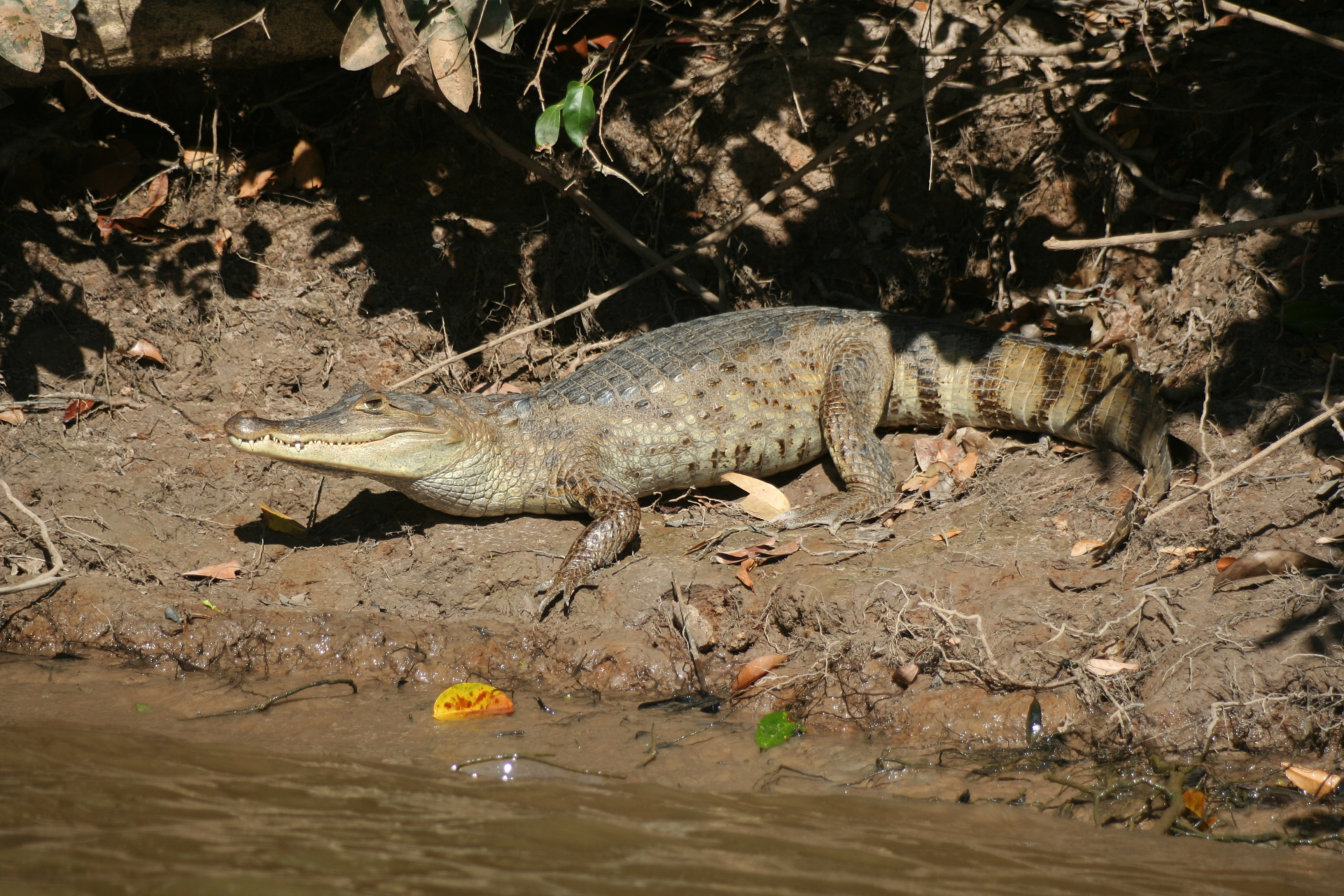
Caimano (Caiman crocodilus)

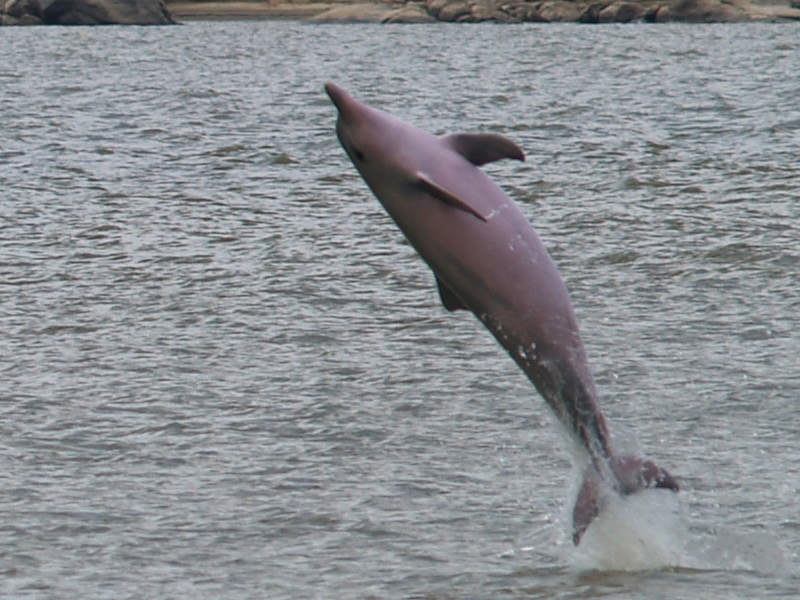
Tucuxi (Sotalia fluviatilis)

I gimnoti, o pesci elettrici, sono capaci di emettere scariche elettriche potentissime (fino a 550 volts, per una potenza di oltre 1 kilowatt) che sembra vengano utilizzate come sistemi di comunicazione e di elettrolocazione di prede o ostacoli. Sono noti casi di uomini uccisi dalle scariche dell'Electrophorus electricus detto «temblador» dai locali.
Alcuni rappresentanti di questa straordinaria fauna come i delfini d'acqua dolce, gli anaconda, i caimani e il manato sono estremamente popolari, eppure a tutt'oggi relativamente poco si sa sulla loro biologia.
Il manato senza unghie (Trichechus inunguis) è un mammifero sirenide affine alle due altre specie di manati o lamantini (Trichechus manatus e Trichechus senegalensis), endemico del bacino amazzonico, caratteristicamente privo di unghie. Erbivoro, è come tutti i sirenidi legato alle fanerogame acquatiche per l'alimentazione.
I cetacei sono rappresentati da due specie di delfini: l'Inia geoffrensis (il cosiddetto boto) e la Sotalia fluviatilis (il tucuxi). L'Inia appartiene a una famiglia tipicamente di acque dolci (Iniidae), raggiunge una lunghezza di 2 metri e mezzo e un peso di circa 160 kg. La Sotalia è un membro dei Delphinidae, che sono prevalentemente e classicamente marini; non supera di solito il metro e mezzo di lunghezza e i 50-60 kg di peso. Boto e tucuxi vivono spesso nelle stesse zone, e a volte pescano insieme: sembra comunque che si spartiscano le risorse operando a livelli differenti, con l'Inia che pesca sul fondo e la Sotalia nelle acque più superficiali.
L'anaconda (Eunectes murinus, il sucurì dei locali) è il più grande serpente del bacino amazzonico, raggiungendo i 12-14 metri di lunghezza.
La curiosa mata mata (Chelus fimbriatus) è assai ricercata come alimento prelibato dai locali: è una tartaruga molto particolare, con un lungo collo provvisto di appendici frastagliate che oltre a servirle per mimetizzarsi con il fondo, sono usate per attirare le sue prede, in particolare piccoli pesci.

## Antropizzazione

### Abitanti
Nella regione amazzonica vivono circa 20 milioni di persone (le città più importanti sono: Belém, Manaus, Santarem, Porto Velho, Coarí). Vi sono inoltre circa 200.000 persone di origine indigena. I loro territori vengono demarcati in Brasile dall'autorità indiana del Brasile FUNAI. In Brasile sono state già espropriate circa un milione di km² e classificate come territori indiani, il che corrisponde al 15% della superficie nazionale. In questi territori vivono 150 popoli indigeni. Nonostante ciò nei territori indiani si arriva a volte a forti diatribe tra cercatori d'oro invasivi (garimpeiros) e silvicoltori. Gli abitanti che vivono direttamente lungo il fiume - spesso in semplici palafitte in legno - si chiamano Caboclos e vivono spesso di pesca, di produzione di caucciù, in parte di attività zootecniche e con il commercio di noce del Brasile e altri frutti sul mercato nazionale.

### Traffico

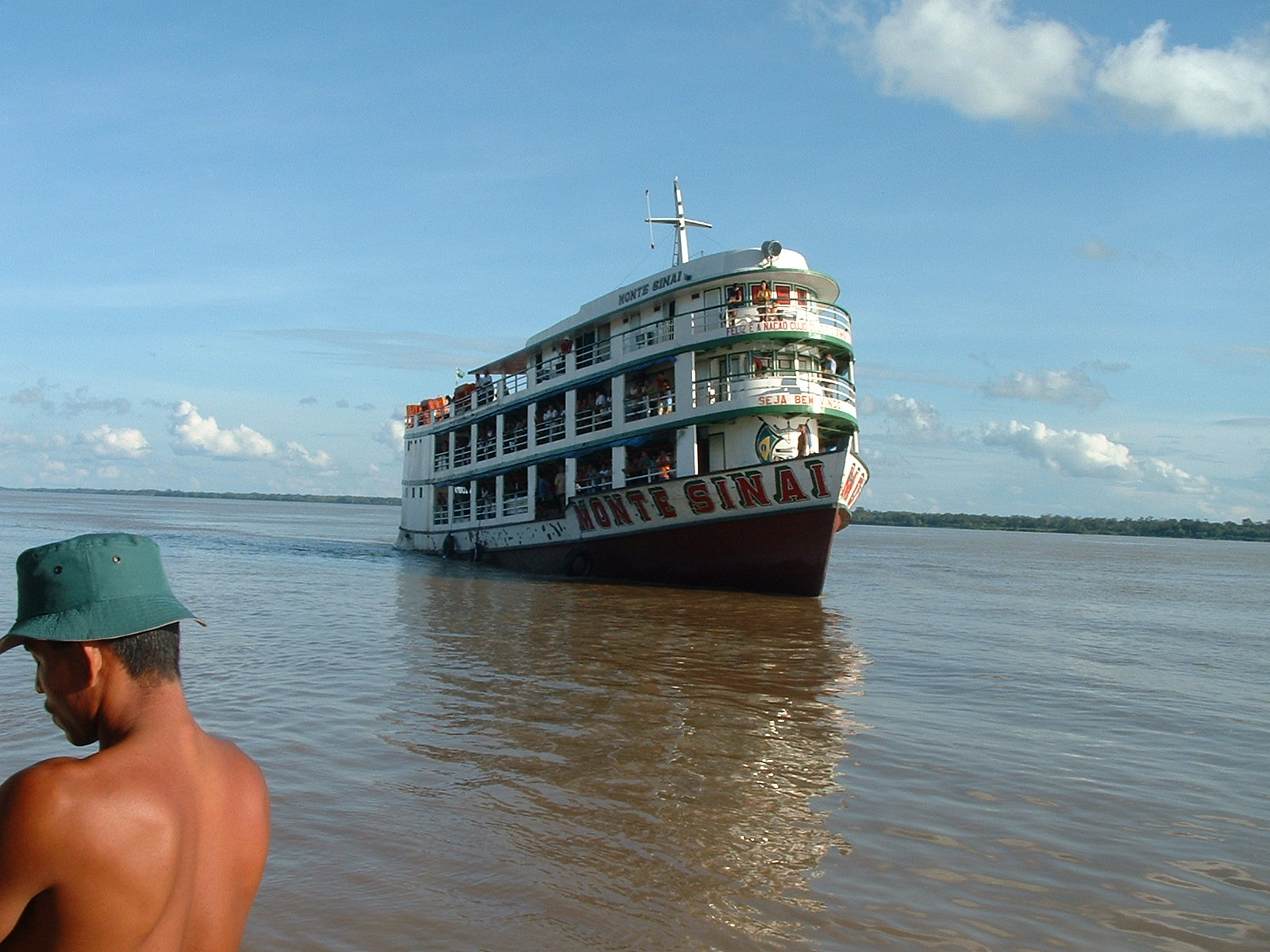
Una tipica nave per il trasporto regionale di merci e passeggeri sul Rio delle Amazzoni

Il Rio delle Amazzoni è ancora oggi un'arteria di traffico principale nell'area amazzonica, in particolare per il trasporto delle merci. La maggior parte delle città sono collegate da voli di linea, che tuttavia non sono a buon mercato per molti abitanti della regione: ecco perché è diffuso il trasporto fluviale. La maggior parte dei passeggeri trascorre la notte su amache che si portano appresso. Nella parte inferiore della nave si trasportano merci. Le strade sono perlopiù inagibili nella stagione delle piogge.
Il Rio delle Amazzoni è navigabile con navi oceaniche dalla costa atlantica fino a Manaus. Persino gli affluenti Rio Tapajos e Rio Negro sono navigabili con navi da crociera. A Manaus e ora anche in altri luoghi queste grandi navi possono attraccare. Undici fiumi che confluiscono nel Rio delle Amazzoni sono nel novero dei venti fiumi più ricchi d'acqua del mondo.

### Il Rio delle Amazzoni minacciato
Non è solo la foresta pluviale della regione amazzonica a subire un lento processo di distruzione, ma anche il fiume stesso, che viene già da tempo inquinato. Negli ultimi dieci anni i cercatori d'oro hanno versato nel Rio delle Amazzoni più di 200 tonnellate di mercurio. Il mercurio, grazie alla sua densità, può assimilarsi soltanto all'oro; lo sporco e il fango restano al di fuori delle sfere di mercurio.
Questa proprietà è stata sfruttata dai cercatori d'oro che hanno inquinato il solo Rio Tapajòs con 800 tonnellate di mercurio all'anno. Tuttavia i cercatori d'oro non si preoccupano della formazione dei vapori di mercurio al momento della separazione dell'oro e del mercurio, estremamente pericolosa per l'uomo e per gli animali. Tipiche conseguenze di intossicazione da mercurio sono danni genetici gravi quali malformazioni, se non, come frequentemente accade, la morte.
Il riscaldamento globale lascia le sue tracce anche nel "polmone della Terra", infatti nel 2005 il territorio dell'Amazzonia è stato colpito da una siccità come non s'era mai vista prima, tanto che ci vorranno dieci anni prima di tornare ai livelli precedenti. Tuttavia il bilancio biologico di questo ecosistema è riscontrabile ovunque e anche se riuscirà a tenere testa al riscaldamento globale, potrà essere minacciato a lungo termine da oscillazioni atmosferiche estreme.
Il continuo diboscamento delle foreste madri diminuisce la quantità di acqua evaporata con cui il fiume si nutre e che costituiscono il fondamento essenziale per la simbiosi del regno vegetale e del regno animale.

## Il Rio delle Amazzoni al Cinema
- The Rubber Industry of the Amazon, documentario/cortometraggio del 1911 sulla lavorazione del caucciù, prodotto dalla Selig Polyscope
- Il mondo perduto (The Lost World), film del 1925 diretto da Harry O. Hoyt. La prima parte della spedizione alla ricerca del mondo perduto ha come sfondo il Rio delle Amazzoni
- Il mostro della laguna nera (Creature from the Black Lagoon), film horror di fantascienza del 1954, diretto da Jack Arnold
- Aguirre, furore di Dio (Aguirre, der Zorn Gottes), film del 1972 di Werner Herzog con protagonista Klaus Kinski nel ruolo di Aguirre. I conquistadores alla ricerca dell'El Dorado
- El Dorado. film diretto da Carlos Saura. 1988
- Cannibal Holocaust, film horror del 1980 diretto da Ruggero Deodato
- Fitzcarraldo, film del 1982 diretto da Werner Herzog e interpretato da Klaus Kinski
- Mission, film del 1986 con protagonisti Robert De Niro, Jeremy Irons e dedicato alle tribù Guaraní delle Cascate dell'Iguazú (ma l'Iguazú è un affluente del Rio Paraná).
- Cacciatori di navi, film avventuroso del 1990 diretto da Folco Quilici. La storia è tratta da un romanzo dello stesso regista.
- Pantaleon e le visitatrici (Pantaleón y las visitadoras), film peruviano del 1999 diretto da Francisco José Lombardi
- Anaconda, film horror/avventura del 1997
- The River, serie televisiva Americana, genere azione, avventura, horror, del 2012, diretta da Oren Peli (Paranormal Activity) e Michael R. Perry
- The Green Inferno, film horror del 2013 diretto da Eli Roth
- Giocando nei campi del Signore, film del 1991 diretto da Héctor Babenco